# Alaksandr Kosiniec
Alaksandr Mikałajewicz Kosiniec (Aleksandr Nikołajewicz Kosiniec) (ur. 27 maja 1959 w rejonie orszańskim) – białoruski lekarz i polityk, wicepremier Białorusi od grudnia 2005.

## Kariera polityczna
Alaksandr Kosiniec w 1982 ukończył medycynę w Witebskim Państwowym Instytucie Medycznym, a w 2005 pedagogikę i psychologię na tej samej uczelni. W 2007 ukończył studia ekonomiczne na Białoruskim Uniwersytecie Państwowym. Jest autorem 350 publikacji naukowych oraz 8 odkryć. 
- 1976-1982 - studia w Witebskim Państwowym Instytucie Medycznym
- 1980-1984 - wicesekretarz i sekretarz Ligi Młodych Komunistów w Witebskim Państwowym Uniwersytecie Medycznym
- 1982-1984 - lekarz stażysta w Witebskim Państwowym Uniwersytecie Medycznym
- 1984-1987 - doktorant w Witebskim Państwowym Uniwersytecie Medycznym
- 1987-1995 - asystent i profesor na Wydziale Chirurgii w Witebskim Państwowym Uniwersytecie Medycznym
- 1995-1997 - dyrektor Centrum Badań Infekcji Chirurgicznych
- 1997-2005 - rektor Witebskiego Państwowego  Instytutu Medycznego
- 2004-2006 - członek Rady Republiki
- od grudnia 2005 - wicepremier w rządzie premiera Siarhieja Sidorskiego